# Агиар Ретес, Карлос
Карлос Агиар Ретес (исп. Carlos Aguiar Retes; род. 9 января 1950, Тепик, Мексика) — мексиканский кардинал. Епископ Тешкоко с 28 мая 1997 по 5 февраля 2009. Архиепископ Тлальнепантлы с 5 февраля 2009 по 7 декабря 2017. Архиепископ Мехико с 7 декабря 2017. Кардинал-священник с титулом церкви Санти-Фабиано-э-Венанцио-а-Вилла-Фьорелли с 19 ноября 2016.